# 2266 Tchaikovsky
2266 Tchaikovsky је астероид са пречником од приближно 46,94 .
Афел астероида је на удаљености од 4,019 астрономских јединица (АЈ) од Сунца, а перихел на 2,766 АЈ.
Ексцентрицитет орбите износи 0,184, инклинација (нагиб) орбите у односу на раван еклиптике 13,243 степени, а орбитални период износи 2283,135 дана (6,250 година).
Апсолутна магнитуда астероида је 10,80 а геометријски албедо 0,038.
Астероид је откривен 12. новембра 1974. године.